# Умное шоссе
Умное шоссе и умная дорога — термины для различных предложений по включению технологий в строительство дорог для генерации электроэнергиги из солнечной энергии, для улучшения функционирования автономных автомобилей, для освещения, и для контроля состояния дороги.

## Интеллектуальные транспортные системы
Интеллектуальные транспортные системы как правило, относятся к использованию информационных и коммуникационных технологий (а не инновации в строительстве дорожного полотна) в области автомобильного транспорта, включая инфраструктуру, транспортные средства и пользователей, в управлении движением и мобильность управления, а также взаимодействия с различными видами транспорта.

## Фотоэлектрические покрытия
Фотоэлектрические покрытия представляют собой форму покрытия, которая генерирует электроэнергию путём сбора солнечной энергии при помощи фотогальваники. Места для стоянки, пешеходные дорожки, проезды, улицы и дороги всех возможных местах, где этот материал может быть использован.
В 2013 году студенты из Института Солнечной Энергетики при Университете Джорджа Вашингтона установили солнечные панели на пешеходной дорожке разработанной в Onyx Solar, которую они называют солнечная брусчатка.
SolaRoad — это система, разработанная Нидерландской организацией прикладных научных исследований, Royal Imtech N.V. и Ooms Civiel. Длина этой дорожки составляет 72 метра. Электроэнергия, вырабатываемая ею, может быть использована для уличного освещения, подзарядки электромобилей и других нужд. Поверхность дорожки представляет собой сборные панели размером 2,5 на 3,5 метра и толщиной один сантиметр, сделанные из закалённого стекла, под которыми располагаются собственно солнечные батареи. Дорожка выдерживает 12-тонный грузовик.
Компания The Solar Roadways из Айдахо, США разрабатывает прототип системы, заменяющую существующие дороги, парковки и проезды с фотовольтайческими солнечными дорожными панелями, которые генерируют электричество.
Южная Корея создала автостраду, через которую идет медиана (осевая), представляющая из себя велосипедную дорожку с крышей, выполненной из солнечных батарей

## Беспроводная зарядка автомобиля
The Online Electric Vehicle разработанный KAIST (the Korea Advanced Institute of Science and Technology). Представляет из себя транспортное средство, работающее при помощи электромагнитной индукции. Электрические силовые полосы были установлены на 30 см под дорогой. Благодаря бесконтактной магнитной индукции, транспортное средство может приводиться в движение этой энергией или заряжать свой аккумулятор.

## Дорожная разметка
«Smart Highway» разрабатывается студией Roosegaarde и группой управления инфраструктурой Heijmans Нидерландов, включает в себя фото-люминесцентную краску для дорожной разметки. Они поглощают свет в течение дня, вплоть до 10 часов. Шоссе в Брабанте, было решено использовать для экспериментов в 2013 году. В апреле 2014 года пилотный участок дороги был официально открыт, но уже через две недели, нанесение краски было остановлена из-за влажности. Новая влагостойкая краска находится на стадии разработки.

## Защита от мороза и таяния снега
Снегоплавильная установка, работающая с помощью электричества или горячей воды, нагревающая дороги и тротуары, может быть установлена в различных местах. Solar Roadways предложили включить в системы снеготаяния их фотовольтаические дорожные панели, так как панели уже сами по себе электрические соединения для сбора фотоэлектрической энергии.
Студия Roosegaarde предложила термочувствительную версию своей фотолюминесцентной краски, которая будет светиться, только если температура опускается ниже точки замерзания, поэтому может использоваться для знаков предупреждения замерзания, которые встроены в дорожное покрытие.